# Malovan (planina)
Malovan je planina u općini Kupres u BiH. Najviši vrh planine je na 1826 m.